# Dzinara Alimbekava
Dzinara Talhataŭna Alimbekava (in bielorusso Дзінара Талгатаўна Алімбекава?; Abaj, 5 gennaio 1996) è una biatleta bielorussa, campionessa olimpica nella staffetta a Pyeongchang 2018.

## Biografia
Ha esordito in Coppa del Mondo il 21 gennaio 2016 ad Anterselva (72º in sprint) e ai Giochi olimpici invernali a Pyeongchang 2018, dove ha vinto la medaglia d'oro nella staffetta e si è classificata 56ª nell'individuale.
Ha debuttato ai campionati mondiali a Östersund 2019, piazzandosi 13ª nella sprint, 35ª nell'inseguimento, 85ª nell'individuale e 11ª nella staffetta; l'anno dopo ai mondiali di Anterselva 2020 si è posizionata 72ª nella sprint e 13ª nella staffetta. L'11 dicembre 2020 ha conquistato la prima vittoria in Coppa del Mondo, nonché primo podio, affermandosi nella sprint di Hochfilzen e ai successivi mondiali di Pokljuka 2021 è giunta 40ª nella sprint, 21ª nell'inseguimento, 17ª nell'individuale, 26ª nella partenza in linea, 4ª nella staffetta e 14ª nella staffetta mista. Ai XXIV Giochi olimpici invernali di Pechino 2022 è giunta 15ª nella sprint, 19ª nell'inseguimento, 5ª nell'individuale, 12ª nella partenza in linea, 13ª nella staffetta e 6ª nella staffetta mista. È inattiva da quella stessa stagione 2021-2022 poiché in seguito all'invasione russa dell'Ucraina del 2022 gli atleti bielorussi sono stati esclusi dalle competizioni riconosciute dall'International Biathlon Union.

## Palmarès

### Olimpiadi
- 1 medaglia:
  - 1 oro (staffetta a Pyeongchang 2018)

### Europei
- 1 medaglia:
  - 1 bronzo (staffetta mista a Minsk-Raubichi 2019)

### Coppa del Mondo
- Miglior piazzamento in classifica generale: 7ª nel 2021 e nel 2022
- 10 podi (6 individuali, 4 a squadre):
  - 1 vittoria (individuale)
  - 8 secondi posti (4 individuali, 4 a squadre)
  - 1 terzo posto (individuale)

#### Coppa del Mondo - vittorie
| Data             | Località   | Nazione | Spec. |
| ---------------- | ---------- | ------- | ----- |
| 11 dicembre 2020 | Hochfilzen | Austria | SP    |

Legenda:

SP = sprint